# Fronteira Benim–Níger
A fronteira entre Benim e Níger é a uma linha sinuosa de 266 km de comprimento que separa o extremo norte do Benim (Alibori) do território de Níger (Diffa). No seu trecho leste é marcada pelo rio Níger e faz a tríplice fronteira Benim-Níger-Nigéria nas proximidades de Guené (Benim) e do porto fluvial de Gaya no Níger. No oeste o ponto triplo dos dois países é com Burquina Fasso.
Essas duas nações foram parte de África Ocidental Francesa, grupo de colônias da França, as quais obtiveram suas independências em 1960. Nessa época foi definida a  fronteira Benim-Níger.

## Litígios fronteiriços
Relativamente ao trecho que segue o curso do rio Níger e no setor do rio Mékrou, esta fronteira foi objeto de um litigio que, após uma demanda de ambas as partes, foi resolvido por parecer do Tribunal Internacional de Justiça de 12 de julho de 2005. O conflito pairava sobre vinte ilhas no rio Níger, das quais o Benin sustentava que todas deveriam estar sob sua soberania, enquanto o Níger reivindicava uma partição. Baseando-se no uti possidetis iuris, e portanto no direito colonial francês, mas também no estabelecimento do talvegue (linha das sondagens mais profundas) dos cursos de água envolvidos, o Tribunal atribuiu nove ilhas ao Benim e dezesseis ao Níger, sobretudo a Ilha Lété, que era particularmente disputada.